# Ворсівський заказник
Во́рсівський заказник — ландшафтний заказник місцевого значення в Україні. Розташований у межах Малинського району Житомирської області, на схід від села Ворсівка. 
Площа 192,9 га. Статус присвоєно згідно з рішенням 24 сесії облради 7 скликання від 09.07.2019 року № 1503. Перебуває у віданні ДП «Малинське ЛГ» (Українківське лісництво, кв. 58, вид. 1-9; Ворсівське л-во, кв. 37, вид. 24-31, кв. 48, вид. 1, 2, 3, 7, 8, 9, 10, 11, 12, 13). 
Статус присвоєно для збереження мальовничого ландшафтного комплексу, у складі якого: Ворсівське водосховище (на річці Візня) та прибережні лісові насадження (сосново-дубово-грабові). Виявлено види рослин, занесені до Червоної книги України, зокрема папороть Сальвінія плаваюча, а також лілія лісова, осока затінкова, орхідеї любка дволиста, коручка морозникоподібна, гніздівка звичайна. 

## Галерея

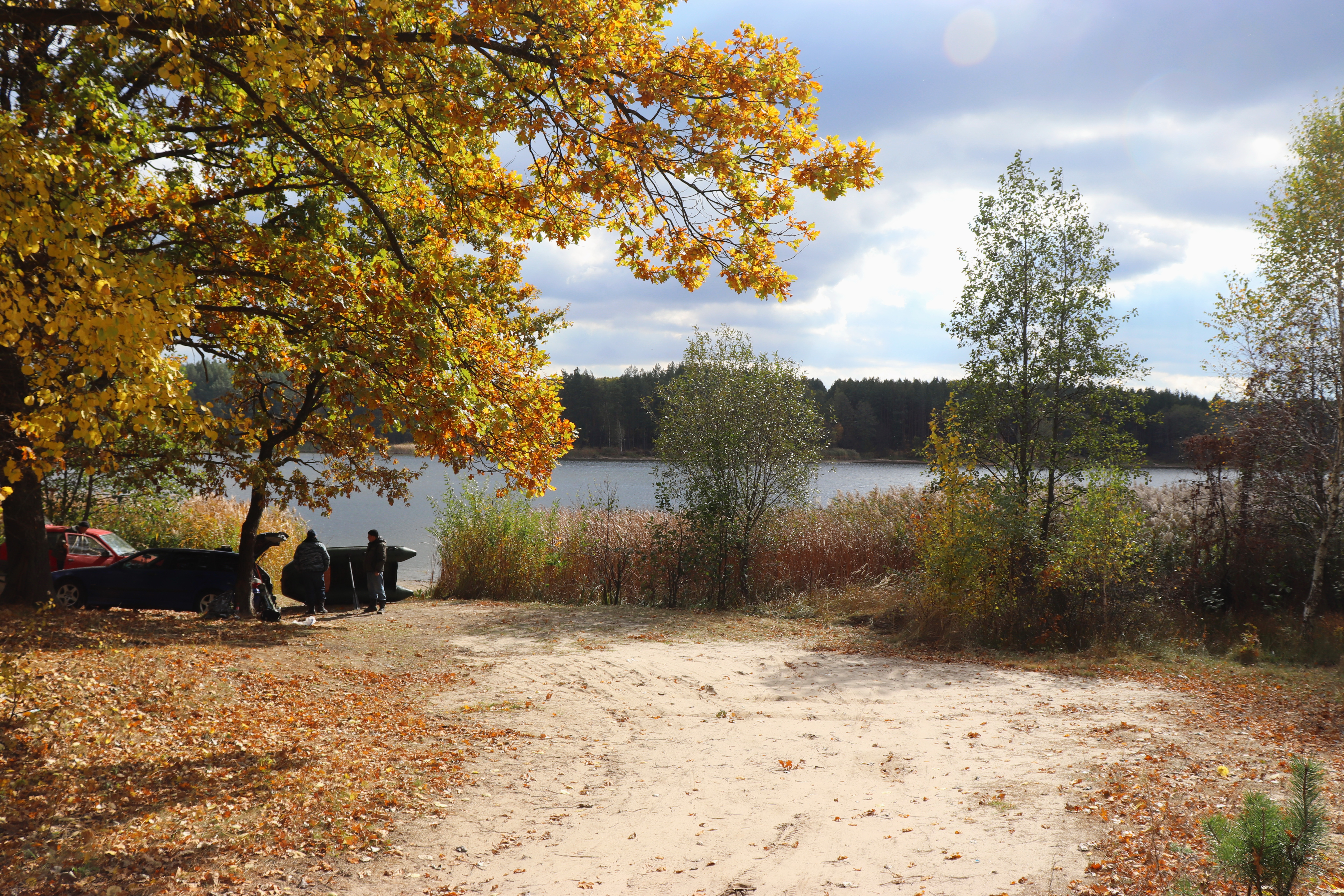
Берег Ворсівського водосховища восени
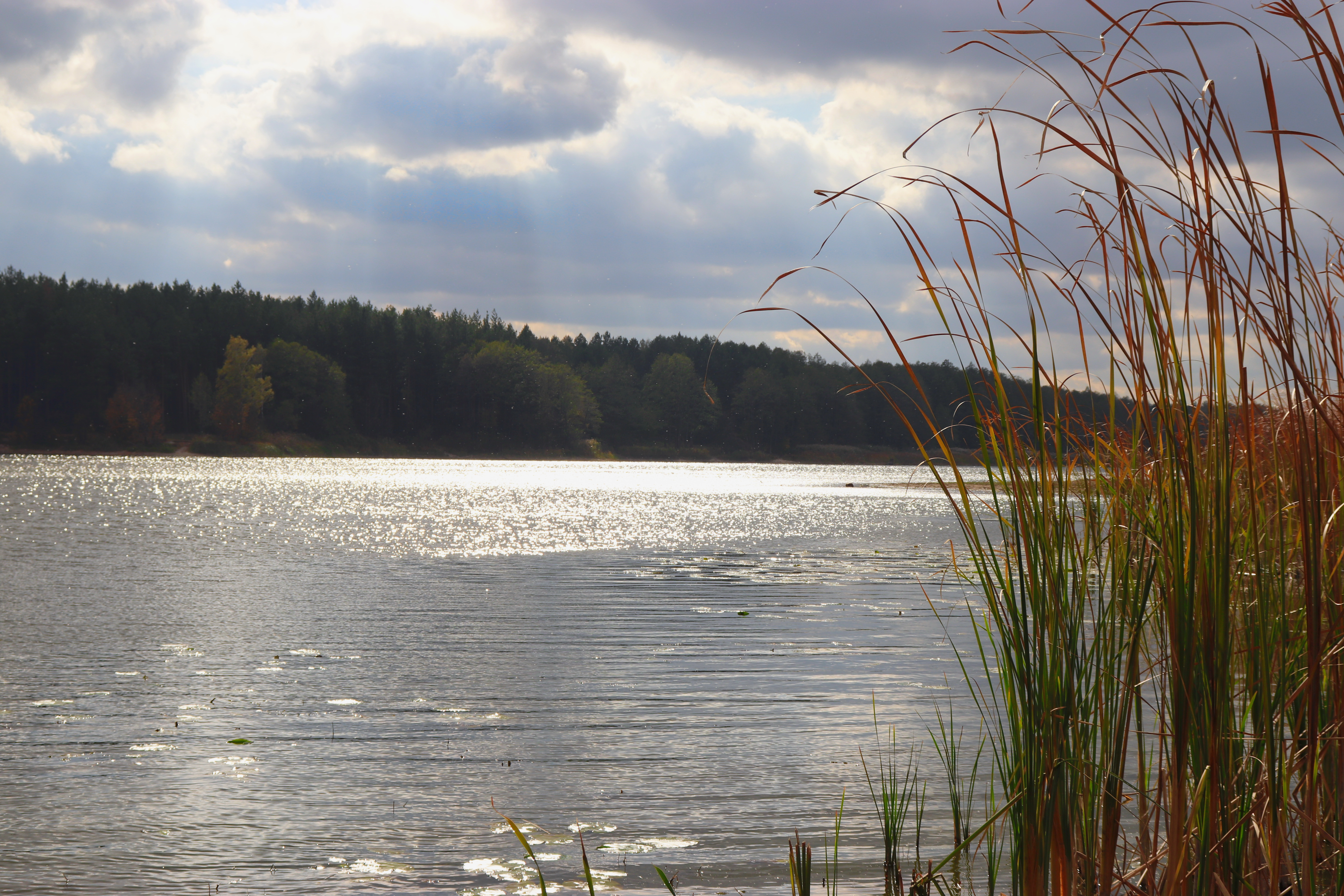
Водне плесо Ворсівського водосховища
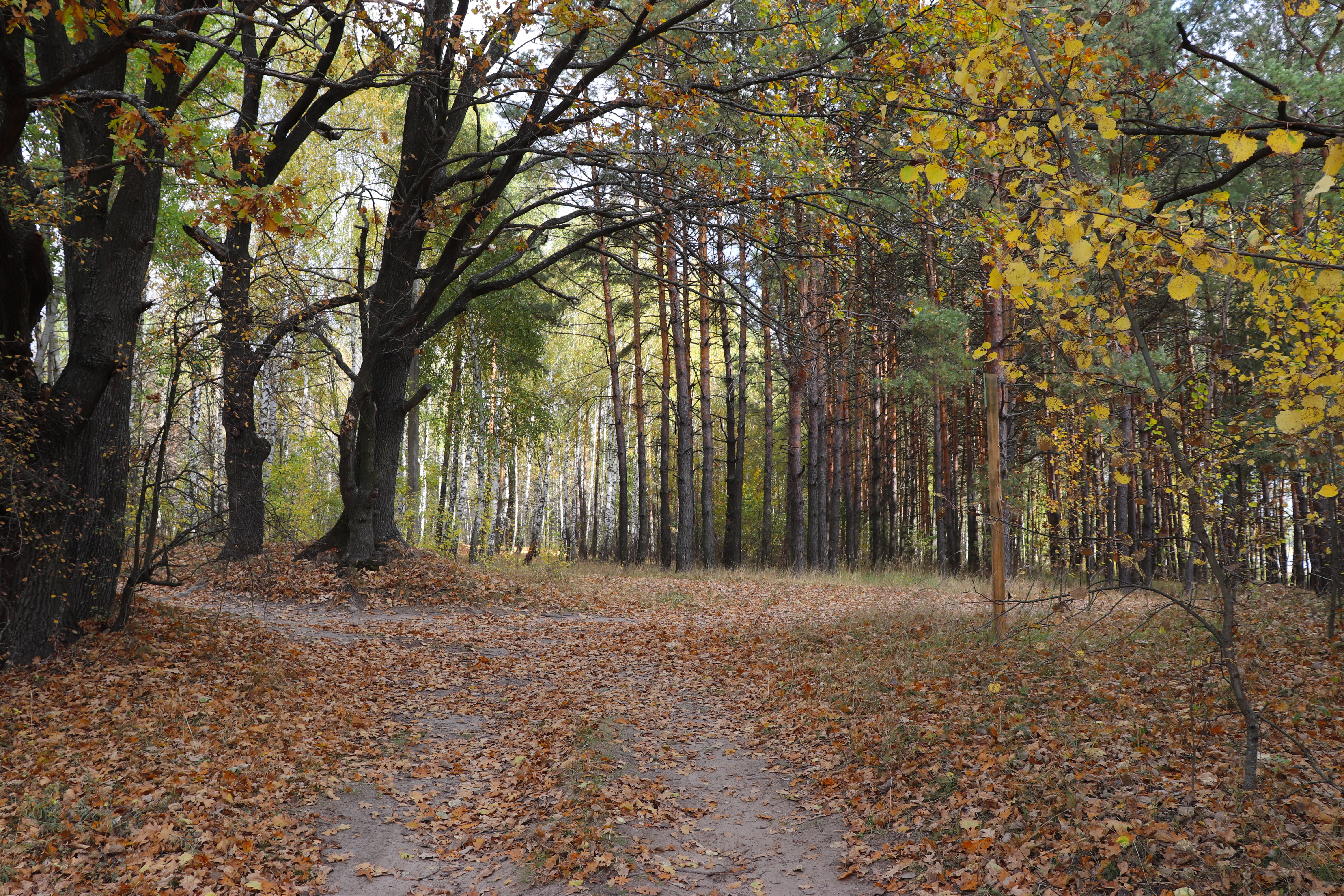
Заказник «Ворсівський» восени